# Lispe andrewi
Lispe andrewi este o specie de muște din genul Lispe, familia Muscidae, descrisă de Paterson în anul 1953. Conform Catalogue of Life specia Lispe andrewi nu are subspecii cunoscute.